# Pierre Coffin
Pierre-Louis Padang Coffin (1 november 1967) is een Frans filmregisseur en stemacteur.
Coffin volgde een opleiding aan de Gobelins L'École de Image in Parijs en begon zijn carrière in Engeland bij de animatiestudio Amblimation in Londen. Als animator werkte hij mee aan de animatiefilm We're Back! A Dinosaur's Story. Bij de volgende stap keerde hij terug naar Frankrijk, waar hij begon als freelance animator bij de Franse Studio Exmachina, en later werkte hij daar ook als supervisor van de animatie. Hij was daar onder meer verantwoordelijk voor de korte film Pings en een aantal commercials. In 2004 maakte hij zijn regie debuut met de televisieserie Pat & Stan. In 2010 regisseerde Coffin samen met Chris Renaud voor de Universal Studios en Illumination  Entertainment de animatiefilm Despicable Me. Met deze film begon Coffin ook als stemacteur de stemmetjes van de Minions in te spreken. Ook kreeg deze film vervolgen waarmee Coffin aan meewerkte. In 2014 ontving hij samen Renaud een Academy Award-nominatie met de film Despicable Me 2 in de categorie beste animatiefilm van het jaar.

## Filmografie
Films
| Jaar | Titel                          | Rollen                                                                                      | Opmerkingen |
| ---- | ------------------------------ | ------------------------------------------------------------------------------------------- | ----------- |
| 1993 | We're Back! A Dinosaur's Story |                                                                                             | animator    |
| 2010 | Despicable Me                  | Bob the Minion, Mark the Minion, Phil the Minion Stuart the Minion, Tim the Minion          | regisseur   |
| 2013 | Despicable Me 2                | Kevin the Minion, Bob the Minion Stuart the Minion, Evil Minions                            | regisseur   |
| 2015 | Minions                        | Kevin the Minion, Bob the Minion Stuart the Minion                                          | regisseur   |
| 2017 | Despicable Me 3                | Minions                                                                                     | regisseur   |
| 2022 | Minions: The Rise of Gru       | Kevin the Minion, Stuart the Minion Bob the Minion, Otto the Minion en de rest v.d. Minions |             |
| 2024 | Despicable Me 4                | de Minions                                                                                  |             |

Televisieseries
| Jaar | Titel      | Rollen | Opmerkingen |
| ---- | ---------- | ------ | ----------- |
| 2004 | Pat & Stan |        | regisseur   |

Korte films
| Jaar | Titel                             | Rollen                 | Opmerkingen                           |
| ---- | --------------------------------- | ---------------------- | ------------------------------------- |
| 1999 | Sea Squad                         |                        | animator                              |
| 2003 | Gary's Fall                       |                        | regisseur                             |
| 2006 | Le Trésor de Pit et Mortimer      |                        | regisseur                             |
| 2010 | Orientation Day                   | Minions                | executive producer                    |
| 2010 | Home Makeover                     | Minions, Social Worker | executive producer                    |
| 2010 | Banana                            | Minions                | scenarioschrijver, executive producer |
| 2011 | Brad & Gary                       | Brad                   | regisseur                             |
| 2013 | Training Wheels                   | Minions                | executive producer                    |
| 2013 | Puppy                             | Dave the Minion        | executive producer                    |
| 2013 | Panic in the Mailroom             | Ken & Mike the Minions |                                       |
| 2015 | Minions: Mini-Movie - Competition | Minions                |                                       |
| 2015 | Cro Minion                        | Minions                |                                       |
| 2016 | Mover Minions                     | Minions                |                                       |

Attracties
| Jaar | Titel                        | Rollen  | Opmerkingen |
| ---- | ---------------------------- | ------- | ----------- |
| 2012 | Despicable Me: Minion Mayhem | Minions | regisseur   |